# Bernardo de Hildesheim
Bernardo (c. 960 - 20 de noviembre de 1022) fue el decimotercer obispo de Hildesheim desde 993 hasta su muerte en 1022.

## Biografía
Bernardo provenía de una familia noble sajona. Su abuelo fue Athelbero, conde palatino de Sajonia. Habiendo perdido a sus padres a una edad temprana, quedó bajo el cuidado de su tío Folcmar, obispo de Utrecht, quien confió su educación a Thangmar, erudito director de la escuela catedralicia de Heidelberg. Bajo este maestro, Bernardo hizo rápidos progresos en las ciencias y en las artes liberales e incluso mecánicas. Llegó a ser muy competente en matemáticas, pintura, arquitectura y, en particular, en la fabricación de vasos eclesiásticos y ornamentos de plata y oro. Completó sus estudios en Maguncia, donde fue ordenado sacerdote por el arzobispo Willigis, Canciller del Imperio (975-1011). Declinó un valioso ascenso en la diócesis de su tío, el obispo Folcmar, y optó por quedarse con su abuelo, Athelbero, para consolarlo en su vejez. A la muerte de este último, en 987, se convirtió en capellán de la corte imperial, y poco después fue nombrado por la emperatriz regente Teófano, tutor de su hijo Otón III, que entonces tenía seis años.
Su tiempo en el cargo cayó durante la era de los emperadores sajones, que tenían sus raíces en el área alrededor de Hildesheim y estaban personalmente relacionados con Bernardo. Durante este tiempo, Hildesheim fue un centro de poder en el Sacro Imperio Romano Germánico y Bernardo estaba decidido a dar a su ciudad una imagen adecuada para alguien de su estatura. La columna que planeó sobre el modelo de la columna de Trajano en Roma nunca llegó a buen término, pero Bernardo revivió el precedente clásico al estampar su nombre en las tejas hechas bajo su dirección. Bernardo construyó el distrito de la catedral con un fuerte muro de doce torres y erigió más fuertes en el campo para protegerse contra los ataques de los pueblos eslavos vecinos. Bajo su dirección surgieron numerosas iglesias y otros edificios, incluso fortificaciones para la defensa de su ciudad episcopal contra las invasiones de los normandos paganos. Protegió vigorosamente su diócesis de los ataques de los normandos.
Su vida fue puesta por escrito por su mentor, Thangmar, en Vita Bernwardi. Para al menos una parte de este documento, la autoría es segura, pero otras partes probablemente se agregaron en la Alta Edad Media. Murió el 20 de noviembre de 1022, pocas semanas después de la consagración de la magnífica iglesia de San Miguel, que había construido. Bernward fue canonizado por el papa Celestino III el 8 de enero de 1193. Su festividad es el 20 de noviembre.
La iglesia de san Bernardo en Hildesheim, una iglesia neorrománica construida entre 1905 y 1907, y la capilla de san Bernardo en Klein Düngen, que data del siglo xiii, llevan su nombre.

## Sitios del Patrimonio Mundial
Uno de los ejemplos más famosos del trabajo de Bernardo es un conjunto monumental de puertas de bronce fundido conocidas como las puertas de Bernardo, ahora instaladas en la catedral de santa María, que están esculpidas con escenas de la Caída del Hombre (Adán y Eva) y la Salvación de Hombre (Vida de Cristo), y que se relacionan de alguna manera con las puertas de madera de santa Sabina en Roma. Bernardo jugó un papel decisivo en la construcción de la iglesia de san Miguel de Hildesheim. La iglesia de san Miguel se completó después de la muerte de Bernardo y está enterrado en la cripta occidental. Estos proyectos de Bernardo son hoy Patrimonio de la Humanidad de la UNESCO.
La iglesia de san Miguel ha ejercido una gran influencia en el desarrollo de la arquitectura. El conjunto es un testimonio excepcional de una civilización desaparecida. Estos dos edificios y sus tesoros artísticos dan una mejor comprensión general y más inmediata que cualquier otra decoración en las iglesias románicas del occidente cristiano. La iglesia de san Miguel fue construida entre 1010 y 1020 sobre una planta simétrica con dos ábsides que era característica del arte románico otoniano en la Vieja Sajonia. Su interior, en particular el techo de madera y el estuco pintado, sus famosas puertas de bronce y la columna de bronce de Bernardo, son, junto con los tesoros de la catedral de santa María, de un interés excepcional como ejemplos de las iglesias románicas del Sacro Imperio Romano Germánico.
La catedral de santa María, reconstruida tras el incendio de 1046, todavía conserva su cripta original. La disposición de la nave, con la familiar alternancia de dos columnas consecutivas para cada pilar, se inspiró en la de San Miguel, pero sus proporciones son más esbeltas.